# Marobudova říše
Marobudova říše je historické označení pro germánský mocenský útvar, který vznikl na přelomu letopočtu na území střední Evropy pravděpodobně s centrem v Čechách.

## Historie
Mezi lety 9–7 př. n. l. přišel na území dnešní České republiky germánský kmen Markomanů pod vedením krále Marobuda, který po konsolidaci začal budovat svou říši, přičemž uplatňoval vynikající organizační a diplomatické schopnosti. Z písemných pramenů Marobudovu říši zmiňují Strabónova Geografika, dále Historia Romana Velleia Patercula a Tacitovy Letopisy.
Pod Marobudův vliv se postupně dostaly okolní kmeny (Semnoni, Langobardi, Gótové a Hermunduři). Podle Velleia Patercula král Marobud ovládal 70 000 pěších a 4 000 jízdních bojovníků, které vycvičil podle římského vzoru. Jím uváděná velikost armády ale výrazně převažovala ekonomické možnosti germánské společnosti, která nedokázala trvala vyčlenit a dlouhodobě uživit takto velký počet vojáků. Obtížná by byla i krátkodobá koncentrace bojovníků ze sousedních kmenů, kteří by se po skončení tažení rozešli, protože vojska si zajišťovala potraviny drancováním osad protivníků, a to by nebylo na Marobudově území možné.
Římané považovali ambiciozního souseda za nebezpečného a zorganizovali proti němu v roce 6 vojenskou výpravu vedenou budoucím císařem Tiberiem. Výprava, která postupovala dvěma proudy z Mohuče a z Carnunta, nakonec ztroskotala kvůli vnitřním problémům v říši a Římané byli nuceni s Marobudem uzavřít mírovou a spojeneckou smlouvu. Postupně však vnitřní třenice a vleklé rozpory s Cherusky vedly k oslabení této říše. V roce 17 došlo k rozhodujícímu konfliktu mezi Cherusky a Markomany, po němž od říše odpadli Hermunduři a Gótové. Poklesu Marobudovy moci využil jeho synovec Katvalda, který v roce 19 dobyl Marobudovo sídlo a sám se ujal vlády. Ještě téhož roku byl však svržen hermundským vůdcem Vibiliem a Marobudova říše definitivně zanikla.

## Rozsah říše
Podle Josefa Dobiáše Marobud ovládal území s rozlohou okolo 380 000 km² mezi Labem na západě, Dunajem na jihu, pobřežím Baltského moře na severu a Vislou na východě. Eduard Droberjar toto území rozšířil dále na západ k ústí řeky Emže a zvětšil je tak na asi 440 000 km². Ze soudobých historiků jediný bližší popis polohy říše uvedl Velleius Paterculus, podle něhož Markomani žili v rovinách obklopených Hercynským lesem a okraj říše se nacházel 200 římských mil (asi 300 kilometrů) od hranice Itálie. Podle interpretací těchto údajů tak mohla Marobudova říše sahat k římské pevnosti u Mušova nebo do okolí Stradonic.
Podle archeologických pramenů došlo na přelomu letopočtu ke zmenšení osídlené oblasti na územích Čech. Vylidnily se zejména jižní a západní Čechy a souvislé osídlení přetrvalo v Polabí, dolním Povltaví, ve středním a dolním Poohoří a dolním Pojizeří. Vylidněné byly také oblasti v Sasku, Morava a Pomohaní. Nejbližší souvislé germánské osídlení se nacházelo podél Odry ve Slezsku, ale patřilo odlišné převorské kultuře. Marobudova říše tak byla obklopena sto až dvě stě kilometrů širokým neosídleným územím. Římská sídla ležela ještě dál. Přes prostorovou izolaci však docházelo k mnohým obchodním kontaktům, což dokládají četné nálezy importovaného římského zboží. Ke stykům s Germány severozápadně od Čech pravděpodobně docházelo, ale archeologicky je nelze prokázat.
Marobudem přímo ovládané území se tak nejspíše nacházelo v širší oblasti českého Polabí a měřilo okolo 12 000 km². Počet obyvatel se mohl pohybovat mezi 100 a 200 tisíci.

## Markomanští vládci
- Marobud (9–6 př. n. l. – 17/18 n. l.) – král
- Katvalda (18–19 n. l.) – gótský velmož
- Vannius (19 n. l.) – kvádský král, viz Vanniovo království
- Ballomar (166?–171?)